# Butia stolonifera
Butia stolonifera es una especie dudosa del género Butia de la familia de las palmeras (Arecaceae). Habitaría en el centro-este de Sudamérica.

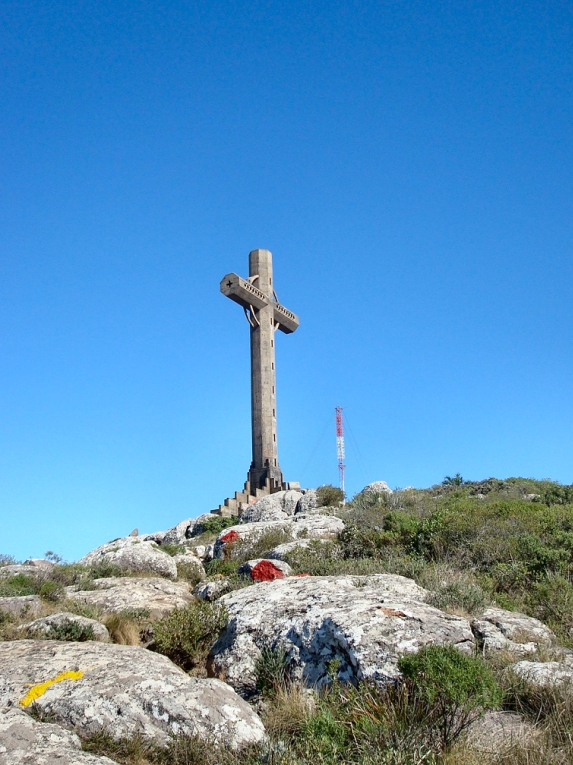
La cima del cerro Pan de Azúcar, en el litoral sudeste del Uruguay; localidad original de este taxón.

## Taxonomía y características
Esta especie fue descrita originalmente en el año 1901 por el botánico brasileño João Barbosa Rodrigues bajo el nombre científico de Cocos stolonifera.
En el año 1916 fue transferida al género Butia por el botánico y explorador italiano Odoardo Beccari.
Barbosa Rodrigues la describió como una pequeña palma casi sin tallo y cespitosa, con largos estolones subterráneos de los que nacen nuevas plantas, cada una con de 5 a 7 hojas, las que son delgadas, erguidas o casi, de un metro o más de largo, con un pecíolo corto, de 50 cm de largo, cubierto de espinas muy cortas; pinas dispuestas de manera alternada sobre el raquis, el cual es de 50 cm de largo y acuminado, bífido en el ápice, glauco por debajo. Aparentemente los espádices, flores y frutos no fueron vistas por él. 
Como localidad original se indica: Uruguay, Pan de Azúcar, cerca de Montevideo. El taxón fue cultivado en el Jardín botánico de Río de Janeiro con el número de ejemplar 2259, aunque no se cita ningún espécimen de herbario que de él se haya producido. 
Es por ello que, ante la falta de información, el botánico Sidney Frederick Glassman designó al nombre como nomen dubium.
No hay otros nuevos registros de ejemplares de especies enanas del género Butia para la región del centro-sur y sudeste del Uruguay, áreas bastante alteradas por el pastoreo durante siglos y por la transformación de los ecosistemas naturales por la agricultura, la forestación, la urbanización, los incendios, etc.

## Distribución y hábitat
Se distribuiría en el extremo sur del Brasil, en el sur del estado de Río Grande del Sur, y en el Uruguay.
Esta palmera es un endemismo del distrito fitogeográfico pampeano uruguayense, porción septentrional de la provincia fitogeográfica pampeana.